# Congothemis longistyla
Congothemis longistyla је инсект из реда Odonata и фамилије Libellulidae.

## Угроженост
Подаци о распрострањености ове врсте су недовољни.

## Распрострањење
Ареал врсте је ограничен на једну државу. 
ДР Конго је једино познато природно станиште врсте.

## Станиште
Станишта врсте су шуме, мочварна подручја и слатководна подручја.